# Hujiaba (köpinghuvudort i Kina, Shaanxi, lat 32,98, long 106,47)
Hujiaba är en köpinghuvudort i Kina. Den ligger i provinsen Shaanxi, i den nordvästra delen av landet, omkring 270 kilometer sydväst om provinshuvudstaden Xi'an. Antalet invånare är 15 232. Barn under 15 år utgör 15,0 %, vuxna 15-64 år 71 %, och äldre över 65 år 13,0 %.
Runt Hujiaba är det ganska tätbefolkat, med 166 invånare per kvadratkilometer. Närmaste större samhälle är Da'an, 18,3 km nordväst om Hujiaba. I omgivningarna runt Hujiaba växer i huvudsak blandskog.
Genomsnittlig årsnederbörd är 1 225 millimeter. Den regnigaste månaden är juli, med i genomsnitt 292 mm nederbörd, och den torraste är december, med 2 mm nederbörd.